# Экономика Ливии
Ли́вия — индустриальная страна. Экономика Ливии во многом зависит от добычи нефти, которая обеспечивает около половины ВВП. С 2000 до 2011 года экономика росла устойчивыми темпами, но в связи с войной она пострадала, разрушена инфраструктура. Например, ливийский товарооборот с ЕС в 2011 году составил лишь около 12 млрд долларов (в 2010 году он был почти втрое больше — около 35 млрд долларов). Однако уже в 2012 году товарооборот с ЕС восстановился и составил около 37 млрд долларов (ливийский экспорт в 2012 году превысил уровень 2010 года). Нефтяные месторождения помогли сделать Ливию одним из самых богатых государств Африки с 6-м по величине ИЧР, шестым по величине ВВП на душу населения (номинал) в Африке (после Республики Сейшельские Острова, Республики Маврикий, Экваториальной Гвинеи, Габона и Ботсваны) и третьем по величине ВВП на душу населения (ППС) в Африке (после Республики Сейшельские Острова и Республики Маврикий).

## Валюта

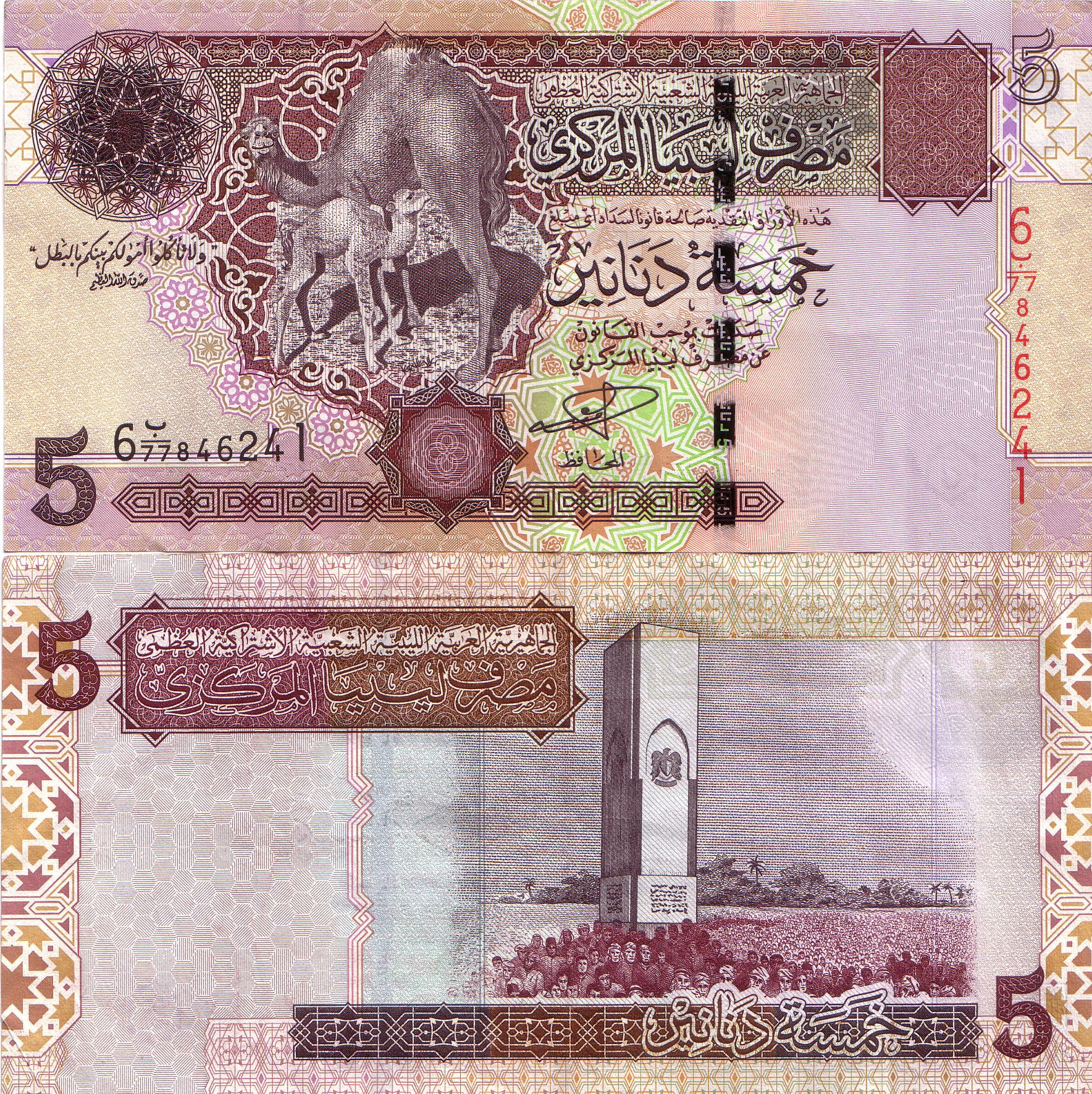
Банкнота 5 динар.

## Общая характеристика экономики
Основные отрасли промышленности: нефтедобывающая промышленность и нефтеперерабатывающая, добыча подземной пресной воды, пищевая, текстильная, цементная, металлургическая. Наибольшую долю валовой промышленной продукции даёт нефтедобывающая и нефтеперерабатывающая промышленность. Транспорт — автомобильный, морской, трубопроводный.
По данным Мирового банка (World Bank), экономика Ливии по объёму ВВП — $ 62,36 млрд (2009) занимает 63 место в мире, в то же время, по объёму ВВП на душу населения Ливия входит в первые 50 стран мира — $ 9714 (2009), 49 место в мире. Импорт — продукты питания, машины, текстиль, транспортное оборудование (Италия — 22,3 %; Германия — 12,0 %; Великобритания — 8,9 %; Франция — 6,8 %; Тунис — 5 %). Экспорт — нефть и нефтепродукты (Италия — 41,3 %; Германия — 16,6 %, Испания — 10 %; Турция — 6 %; Франция — 3,6 %).
В конце XX в. государственные предприятия производили около 90 % всей промышленной продукции. Доля промышленности в ВВП — около 60 %; В конце 1970-х годов были значительно расширены порты Триполи и Бенгази. После проведённой в середине 1990-х годов модернизации значительно расширились возможности портов Мисурата, Расами-эль-Ануф, Эс-Сидер и Эз-Зувайтина. Ливия располагает собственным грузовым флотом (включая танкеры) общим тоннажем свыше 70 тыс. т.
До 1993 было проложено 1800 километров трубопроводов и каналов, построены дороги и водохранилища.
Доминирующую роль в ливийской промышленности прочно удерживает нефтегазовая промышленность. Именно благодаря скачкообразному росту этих доходов ливийское государство в 1970-80-х гг. щедро финансировало обширные планы развития. Главные их успехи свелись к расширению и модернизации экономической и социальной инфраструктуры, комплексов переработки нефти (годовые мощности установок для её прямой перегонки составляют до 17,4 млн т) и газа, преимущественно экспортной ориентации, созданию центров производства базовой, крупнотоннажной продукции органической химии (полиэтилена, поливинилхлорида, карбамида и др.). Прочие индустриальные отрасли (выпуск потребительских товаров для внутреннего рынка, сборка сельскохозяйственной, строительной, автомобильной техники) зависят от ввоза иностранного оборудования, сырья, комплектующих и зачастую — от зарубежной рабочей силы.
Несмотря на резкие перепады поступлений от нефти и газа во 2-й пол. 1980-х и в 1990-е гг., они оставались базой экономики и общества, обеспечивая ливийскому населению первенство по средним доходам на африканском континенте, а государству — монопольному владельцу недр — ключевую роль в реализации подавляющего большинства проектов. Началом нефтедобычи считается 1970 год, когда была создана Национальная нефтяная корпорация (National Oil Corporation), однако геолого-разведочные работы начались ещё в 1955 году. Экспорт нефти начался в 1961 году. Из-за обвинений ливийского руководства в поддержке международного терроризма в 1986 году американские нефтяные компании покинули Ливию.
В экспортных доходах нефтяная составляющая достигает 95 %. Нефтедобыча дает до 40 % ВВП. Доказанные запасы нефти — 29,5 млрд баррелей (5,1 миллиарда тонн), что обеспечивает Ливии 1-е место в Африке и 5-е среди членов ОПЕК. Добыча нефти — 1,4 млн баррелей в сутки, что составляет 2 % мирового производства нефти. Из этого объёма экспортируется около 1,26 млн баррелей в сутки, половина которых идет в Италию. Мощности нефтепереработки — 348 тыс. баррелей в сутки.
Правительство Ливии прилагало усилия к расширению и диверсификации отраслевой структуры промышленности. В начале 1970-х годов появились новые отрасли промышленности, включая производство цемента и металлоизделий. В последующие годы был заключен ряд контрактов с западноевропейскими, югославскими и японскими фирмами на строительство нескольких атомных и тепловых электростанций, а также предприятий тяжелой индустрии. При этом предусматривалось, что часть этих предприятий будет использовать в качестве сырья сырую нефть. Среди крупнейших предприятий обрабатывающей промышленности выделяются металлургический комбинат в Мисурате, выпускавший до 1,5 млн т стали и проката в 1996 году, заводы по производству труб и электрокабелей; налажена сборка автомобилей и тракторов. Легкая и пищевая промышленность развиты слабо. Традиционные отрасли производства включают добычу морских губок, выпаривание соли в прибрежной зоне и различные ремесленные производства: изготовление изделий из кожи, меди, олова, керамики и ковроткачество. Имеются также небольшие предприятия по обработке сельскохозяйственной продукции, древесины, производству бумаги, табачных изделий, тканей и мыла.
Внешний долг Ливии на 31 декабря 2014 составляет $5,244 млрд.

### Нефтедобыча
Нефтедобыча дает до 40 % ВВП страны; в экспортных доходах нефтяная составляющая достигает 95 %. 

Добыча нефти — 1,4 млн баррелей в сутки, что составляет 2 % мирового производства нефти. Из этого объёма экспортируется около 1,26 млн баррелей в сутки, половина которых идет в Италию. 
Мощности нефтепереработки — 348 тыс. баррелей в сутки.
Морской транспорт обеспечивает экспорт нефти и почти все внешнеторговые перевозки; порты общего назначения: Триполи, Бенгази, нефтяные — (Марса-эль-Брега), Рас-эль-Ануф, Эс-Сидер, Марса-эль-Харига, Эз-Зувайтина. 
Транспортировка нефти и газа по территории Ливии осуществляется разветвлённой системой трубопроводов, общая протяженность которых более 5 тыс. км, пропускная способность — более 180 млн т. в год.
Доказанные запасы нефти — 29,5 млрд баррелей (5,1 миллиарда тонн), что обеспечивает Ливии 1-е место в Африке и 5-е среди членов ОПЕК. 
Крупнейшие нефтяные месторождения: Серир, Ваха и Зельтен. 
Началом нефтедобычи считается 1970 год, когда была создана Национальная нефтяная корпорация (National Oil Corporation), однако геолого-разведочные работы начались ещё в 1955 году. Экспорт нефти начался в 1961 году. Из-за обвинений ливийского руководства в поддержке международного терроризма, в 1986 году американские нефтяные компании покинули Ливию.

### Энергетика
Суммарные запасы энергоносителей оцениваются в размере 12,040 млрд тут (в угольном эквиваленте). На конец 2019 года электроэнергетика страны в соответствии с данными EES EAEC характеризуется следующими показателями. Установленная мощность – нетто электростанций - 10516  МВт, в том числе: тепловые электростанции, сжигающие органическое топливо (ТЭС) - 100,0  % Производство электроэнергии-брутто -  33719 млн. кВт∙ч , в том числе:  ТЭС -  100,0 % .  Конечное  потребление  электроэнергии  - 17864  млн. кВт∙ч, из которого: промышленность -  6,6 %, бытовые потребители - 50,4  %, коммерческий сектор и предприятия общего пользования - 11,0  %, сельское, лесное хозяйство и рыболовство - 7,2 %, другие потребители - 24,8 %. Показатели энергетической эффективности за 2019 год: душевое потребление валового внутреннего продукта по паритету покупательной способности (в номинальных ценах) - 14598 долларов, душевое (валовое) потребление электроэнергии - 2716 кВт∙ч, душевое потребление электроэнергии населением - 1369 кВт∙ч. Число часов использования установленной мощности-нетто электростанций - 3130 часов

### Сельское хозяйство в Ливии
Помимо добычи нефти, важной составляющей экономики является сельское хозяйство. Сельское население возделывает землю в узкой прибрежной полосе Триполитании, используя зимой атмосферные осадки, а летом — орошение из колодцев. Вокруг Триполи, в районе распространения товарного садоводства, выращивают цитрусовые, финики, оливки и миндаль. В южных оазисах для орошения полей используются воды подземных источников. При наличии достаточного количества осадков на периферии возвышенностей возделывают ячмень. Пахотные земли составляют лишь 1 % площади страны, и только 1 % из них входит в зону искусственного орошения. С 1979 ведутся работы по сооружению «великой искусственной реки» — водовода, рассчитанного на переброску вод 250 подземных скважин из оазисов Тазербо и Сарир в пустыне Сахара к побережью страны.
В Киренаике на плато Барка-эль-Байда возделывают зерновые культуры, маслины и плодовые деревья. Ливия располагает 8 млн га пастбищных земель в Триполитании и 4 млн га — в Киренаике. В районе плато Эль-Ахдар в Киренаике живут кочевники-скотоводы.

### Добыча пресной воды
В 1950-х годах во время проведения нефтеразведок в южной части Ливии под песками пустыни Сахары были обнаружены запасы пресной воды в водоносных горизонтах, некоторым из которых 75000 лет. Более чем 95 % Ливии — пустыня, и новые источники воды могут обеспечить орошением тысячи гектаров сельхозугодий. Для освоения этих месторождений и перекачки этой воды из-под пустыни Сахары на юге Ливии в северную часть Ливии в область Бенгази на Средиземноморском побережье, ливийский лидер Муаммар Каддафи в 1980-х создал Великий речной проект, предусматривающий строительство системы труб, колодцев и технической инфраструктуры, которые будут в состоянии обеспечить 6,5 млн м³. пресной воды в день. Первая фаза проекта началась в 1984, и стоила приблизительно $5 миллиардов. Реализовывалась она южнокорейскими специалистами по современным технологиям. В результате была построена искусственная река, собирающая подземную воду от 270 колодцев в восточной центральной Ливии, и транспортировавшей 2 миллиона м³ воды в день через 2 тыс.км. трубопровода в города Бенгази и Сирт. На праздничном открытии проекта принимали участие десятки арабских и африканских глав государств и сотни других иностранных дипломатов и делегаций. Среди них был египетский президент Хосни Мубарак; король Марокко Хассан; глава Судана генерал Омар Хасан Ахмед аль-Башир и президент Джибути Хассан Джулид. Каддафи обратился к египетским крестьянам с просьбой приезжать работать в Ливии, население которой всего 4 миллиона жителей. Население Египта же 55 миллионов человек, которое переполнено на узких участках вдоль реки Нила и региона дельты.